# Ernst Waldinger
Pour les articles homonymes, voir Waldinger.
Ernst Waldinger , né à Vienne (Neulerchenfeld) le 16 octobre 1896 et mort à New York le 1er février 1970, est un poète et essayiste autrichien.

## Récompenses et distinctions
- 1960 : Prix de la Ville de Vienne de littérature